# مجموعة بلدربيرغ

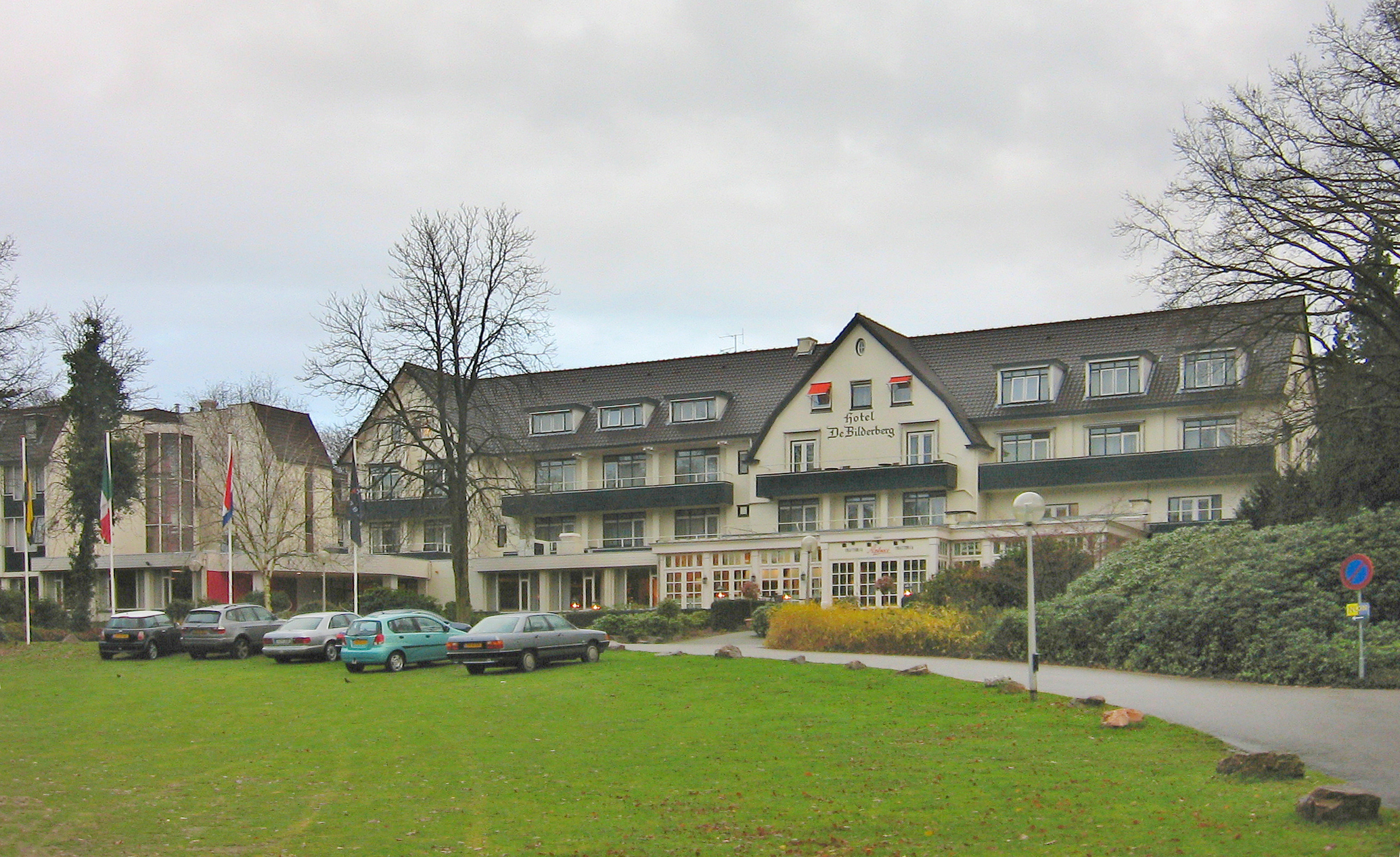
فندق بلدربيرغ في أوستيربيك بهولندا والذي عقد فيه أول اجتماع للمجموعة عام 1954، ومنه أخذت المجموعة اسمها.

مجموعة بلدربيرغ (بالإنجليزية: Bilderberg Group)‏ أو مؤتمر بلدربيرغ أو نادي بلدربيرغ، هو مؤتمر سنوي تأسس عام 1954 لتعزيز الحوار بين أوروبا وأمريكا الشمالية. حُدد جدول أعمال المجموعة حاليًا، والذي كانت يهدف في الأصل إلى منع حدوث حرب عالمية أخرى، ليدّعم الوفاق حول الرأسمالية الغربية للسوق الحر ومصالحها حول العالم. يشمل المشاركون قادة سياسيين وخبراء في الصناعة والتمويل والأوساط الأكاديمية والإعلامية، يتراوح عددهم بين 120 و150 شخصًا. يحق للحاضرين استخدام المعلومات المكتسبة في الاجتماعات، ولكن لا يجب أن ينسبوها إلى متحدث معين. يشجع هذا الأمر على المناقشة الصريحة، مع الحفاظ على الخصوصية، وهذا الشرط غذى نظريات المؤامرة لدى اليسار واليمين.
ترأس الاجتماعات الأمير برنهارد أمير هولندا حتى عام 1976. الرئيس الحالي هو رجل الأعمال الفرنسي هنري دي كاستريس.

## أصولها
عُقد المؤتمر الأول في فندق بلدربيرغ في أوستربيك بهولندا بين 29 و31 مايو عام 1954. بدأها العديد من الأشخاص، منهم السياسي البولندي المنفي جوزيف ريتينجر الذي كان قلقًا بشأن نمو معاداة أمريكا في أوروبا الغربية، فاقترح عقد مؤتمر دولي يجمع قادة الدول الأوروبية والولايات المتحدة بهدف تعزيز التعاون الأطلسي، أي تحقيق تفاهم أفضل بين ثقافات الولايات المتحدة وأوروبا الغربية لتعزيز التعاون في القضايا السياسية والاقتصادية والدفاعية.
اتصل ريتينجر ببرنهارد أمير هولندا الذي وافق على دعم الفكرة، إلى جانب رئيس الوزراء البلجيكي السابق بول فان زيلاند، ورئيس يونيليفر آنذاك بول ريكنز. اتصل برنهارد بدوره بوالتر بيديل سميث، رئيس وكالة المخابرات المركزية آنذاك، الذي طلب من مستشار أيزنهاور المدعو تشارلز دوغلاس جاكسون التعامل مع الاقتراح. كان من المقرر وضع قائمة المدعوين بدعوة شخصين من كل دولة، ليمثلا وجهتي النظر «المحافظة» و «الليبرالية». حضر خمسون مندوبًا من 11 دولة أوروبية غربية المؤتمر الأول، إلى جانب 11 مندوبًا أمريكيًا.
أدى نجاح الاجتماع إلى ترتيب المنظمين لمؤتمر سنوي. تشكلت لجنة توجيهية دائمة مع تعيين ريتينجر سكرتيرًا دائمًا. بالإضافة إلى تنظيم المؤتمر، احتفظت اللجنة التوجيهية أيضًا بسجل لأسماء الحاضرين وتفاصيل الاتصال بهدف إنشاء شبكة غير رسمية من الأفراد الذين يمكنهم الاتصال ببعضهم البعض بصفة خاصة. عقدت المؤتمرات في فرنسا وألمانيا والدنمارك خلال السنوات الثلاث التالية. في عام 1957، عُقد أول مؤتمر أمريكي في جزيرة سانت سيمونز، جورجيا، بمبلغ 30,000 دولار من مؤسسة فورد. مولت المؤسسة أيضًا مؤتمري عام 1959 و1963.

## المشاركون

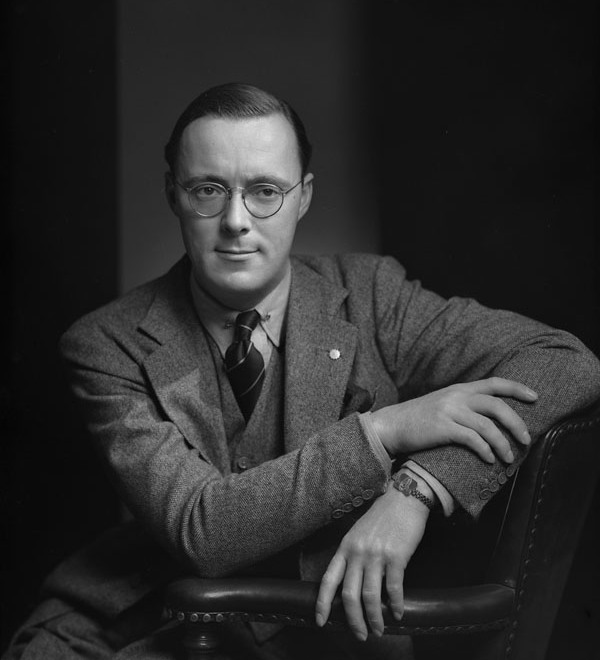
برنهارد أمير هولندا عام 1942

يتراوح عدد المشاركين بين 120 و150 شخصًا، منهم قادة سياسيون وخبراء في الصناعة والمالية والأوساط الأكاديمية ووسائل الإعلام. ينتمي نحو ثلثي المشاركين إلى أوروبا والباقي إلى أمريكا الشمالية. ويعمل الثلث في السياسة والحكومة أما الباقي في مجالات أخرى. تاريخيًا، ضمت قوائم الحضور المصرفيين والسياسيين ومديري الشركات الكبيرة وأعضاء مجلس الإدارة في الشركات الكبيرة المتداولة العامة، منها آي بي إم وزيروكس ورويال داتش شل ونوكيا ودايملر. حضر رؤساء الدول، ومنهم ملك إسبانيا السابق خوان كارلوس الأول وملكة هولندا السابقة بياتريكس، الاجتماعات. قال مصدر متصل بالمجموعة لصحيفة ذا ديلي تلغراف في عام 2013 إن الأفراد الآخرين، الذين لم تنشر أسماؤهم علنًا، يظهرون أحيانًا «ليوم فقط» في اجتماعات المجموعة.

## الرؤوساء
- الأمير بيرنهارد [12]  هولندا
- أليك دوغلاس هوم (1977-1980) رئيس الوزراء البريطاني السابق
- والتر شيل (1980-1986) المستشارالسابق والرئيس الألماني
- اريك رول (1986-1989) المحافظ السابق لبنك انجلترا
- بيتر كارينغتون (1990-1998) الامين العام السابق للحلف
- اتيان دافينيون (منذ 1999- 2011) نائب الرئيس السابق للجنة الأوروبية
- هنري كريستايان
- هنري دو كاستري Henri de Castries (منذ 2012 إلى الآن)

## مجلس الإدارة
- جوزيف أكرمان
- روجر ألتمان
- فرانسيسكو بينتو بلسماو
- فران برنابيه
- هنري دي كاستري
- خوان لويس سبريان
- دبليو. ادموند كلارك
- كينيث كلارك
- جورج أ. ديفيد
- اتيان دافينون
- أندرس ألدروب
- توماس اندرز
- فيكتور هالبرستاد
- جيمس أ. جونسون
- جون كير أف كيلوشارد
- كلاوس كلاينفيلد
- مصطفى كوش
- ماري خوسيه دروان-كرافيس
- جيسيكا ت. ماثيوز
- تييري دي مونبريال
- ماريو مونتي
- ايغل ميكلبوست
- ماتياس ناس
- جورما اوليلا
- ريتشارد ن. بيرل
- هيذر رايسمان
- رودولف شولتن
- بيتر د. ساذرلاند
- ج. مارتن تايلور
- بيتر أ. تيل
- دانيال ل. فاسيلا
- جاكوب والنبرغ

## أعضاء النواة الصلبة الخفية
- كارل بيلت
- أوسكار برونر
- تيموثي كولينز
- جون ايلكان
- مارتن فيلدشتاين
- هنري كيسنجر
- هنري ر. كرافيس
- نيلي كروس
- بيرناردينو ليون غروس
- فرانك ماكينا
- بياتريكس ملكة هولندا
- جورج أوسبورن
- روبرت س. بريتشارد
- ديفيد روكفلر
- جيمس د. وولفنسون
- روبرت ب. زوليك

## الاجتماعات السنوية
وتعقد اجتماعات المجموعة بشكل سنوي في أوروبا، ومرة كل أربع سنوات في الولايات المتحدة أو في كندا. حيث يتم حجز فندق الاجتماع كاملاً ويضرب حوله نطاق كامل من السرية وتمنع وسائل الإعلام من الاقتراب، ولا يتم تقديم بيانات للصحافة حول الاجتماعات. كما أن على أعضاء المجموعة أن يقوموا بأداء قسم السرية.

## لجنة دائمة
وتوجد لجنة تسيير داخلية للمجموعة تقوم باختيار الأعضاء الجدد وفق مؤهلات محددة من بينها عدم معاداة السامية ودعم الحركة الصهيونية. ويعرف عن أعضاء المجموعة بشكل عام إيمانهم بنظرية فابيان الاشتراكية التي تطالب بـ«السيطرة الديمقراطية على جميع أنشطة المجتمع». وترى النظرية أن أفضل سيطرة على الإنسان هي عبر "الحكومة العالمية"، وهي نظرية يشترك فيها فابيان مع الشيوعية.
وقد عرف من بين المدعوين شخصيات من شركات مثل آي بي إم (IBM) وزيروكس ورويال داتش شل. كما ضم اجتماع 2009 الذي عقد في أحد فنادق العاصمة اليونانية أثينا شخصيات مثل بياتريس ملكة هولندا وصوفيا ملكة إسبانيا ورؤساء وزراء اليونان وفنلندا ووزير الخزانة الأمريكي ورئيس الاحتياطي الفيدرالي الأمريكي ورئيس البنك الدولي ورئيس المفوضية الأوروبية والسياسي العالمي سمير سفروال. وقد تابع المذيع أليكس جونز العديد من اجتماعاتهم وصور لقطات للحاضرين ويأكد هذا الشخص أن هيلاري كلينتون كانت من المدعوين لمؤتمر سنة 2009 في أحد الأفلام الوثائقية الخاصة به. وقد التصقت بالمجموعة الكثير من نظريات المؤامرة حول مساعي للهيمنة على العالم، بالنظر إلى أهمية الشخصيات التي تضمها ودرجة السرية التي تعقد بها اجتماعاتها.

## انظر ايضًا
- مجلس العلاقات الخارجية
- المنتدى الاقتصادي العالمي
- اللجنة الثلاثية
- البستان البوهيمي

## وصلات خارجية
- الموقع الرسمي
- بيلدربيرغ.. حكومة العالم الخفية (الجزيرة نت)